# Nicholas Boles

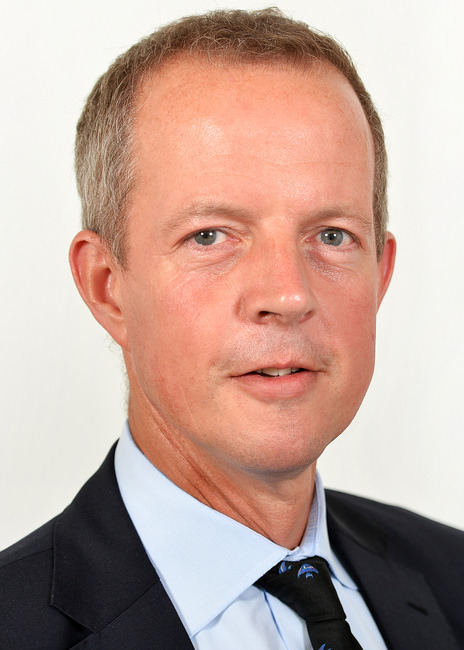
Nicholas Boles (2016)

Nicholas Edward Coleridge Boles (* 2. November 1965) ist ein britischer Politiker und ehemaliger Unterhaus-Abgeordneter, der bis März 2019 der Konservativen Partei angehörte.

## Leben
Boles besuchte das Winchester College und studierte am Magdalen College in Oxford und an der Harvard University. 2002 gründete Boles Policy Exchange. Boles ist seit Mai 2010 Abgeordneter im House of Commons, wo er den Wahlkreis Grantham and Stamford vertritt. Von 2012 bis 2016 gehörte er zuerst als Staatssekretär im Ministerium für Kommunen und lokale Selbstverwaltung und dann ab 2014 als Staatsminister im Wirtschaftsministerium der Regierung von David Cameron an.
Am 16. März 2019 trat Boles aus seinem Ortsverband (local Conservative Association) aus, nachdem dieser ihn wegen seiner Ablehnung eines No-Deal-Brexit kritisiert und gedroht hatte, ihn nicht wieder als Kandidaten aufzustellen.
Am 1. April 2019 erklärte Boles in der Parlamentsdebatte zum Brexit, dass er bedaure, infolge der Unfähigkeit seiner Partei zu Kompromissen nicht länger als Abgeordneter für die Konservativen im Parlament sitzen zu können.
Auf seiner Website informierte Boles darüber, dass er mit sofortiger Wirkung aus der Konservativen Partei austrete und fortan als „Unabhängiger Progressiver Konservativer“ im Parlament sitzen werde. Nur zwei Wochen später verkündete er, bei den kommenden Parlamentswahlen nicht erneut antreten zu wollen.
Boles wohnt mit seinem Lebenspartner in Lincolnshire.

## Werke (Auswahl)
- Which Way's Up? The future for Coalition Britain and how to get there. Biteback 2010, ISBN 1-84954-063-2.
- mit Edward Vaizey, Michael Gove: A blue tomorrow. Politico’s Pub 2001, ISBN 978-1-84275-027-8.